# Come Over When You’re Sober (Part Two)
Come Over When You’re Sober (Part Two) je druhé studiové album amerického rappera Lil Peepa. Vydáno bylo 9. listopadu roku 2018, tedy přibližně rok po Peepově smrti ve věku 21 let. O nástupci Peepova debutu Come Over When You're Sober, Pt. 1 se mluvilo již nedlouho po jeho smrti. Například producent Smokeasac v únoru 2018 uvedl, že se album připravuje. Jeho vydání bylo oficiálně potvrzeno v říjnu 2018.

## Seznam skladeb
1. Broken Smile (My All)
2. Runaway
3. Sex with My Ex
4. Cry Alone
5. Leanin’
6. 16 Lines
7. Life Is Beautiful
8. Hate Me
9. IDGAF
10. White Girl
11. Fingers